# Airora yucatanica
Airora yucatanica là một loài bọ cánh cứng trong họ Trogossitidae. Loài này được Sharp miêu tả khoa học năm 1891.